# 地地藕
地地藕（学名：Commelina maculata）为鸭跖草科鸭跖草属的植物。分布在印度、缅甸以及中国大陆的云南、西藏、贵州、四川等地，生长于海拔1,200米至2,900米的地区，多生长在路边、林缘、草地和水沟边等湿润处，目前尚未由人工引种栽培。
其种加词“maculata”意为“有斑点的”。

## 别名
小竹叶菜（四川）